# عظاءة جكلابالي
عظاءة جكلابالي (التسمية الثنائية:†Jaklapallisaurus) هي جنس منقرض من الزواحف يتبع فصيلة الأونايصورات من رتبة شبيهات عظائيات الأرجل.